# Lijst van personen overleden in oktober 2015
Dit is een lijst van bekende personen die zijn overleden in oktober 2015.

## Oktober

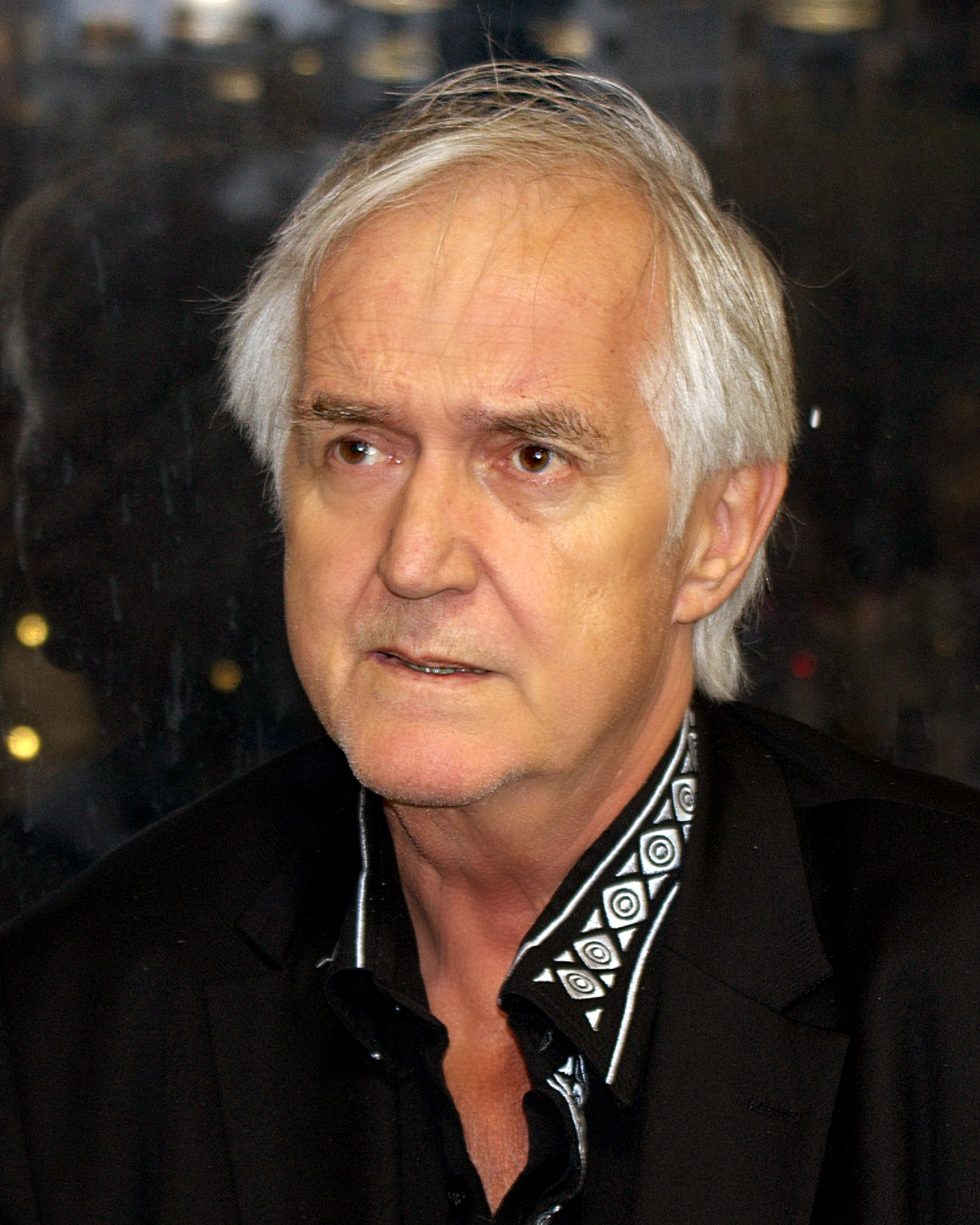
Henning Mankell
5 oktober

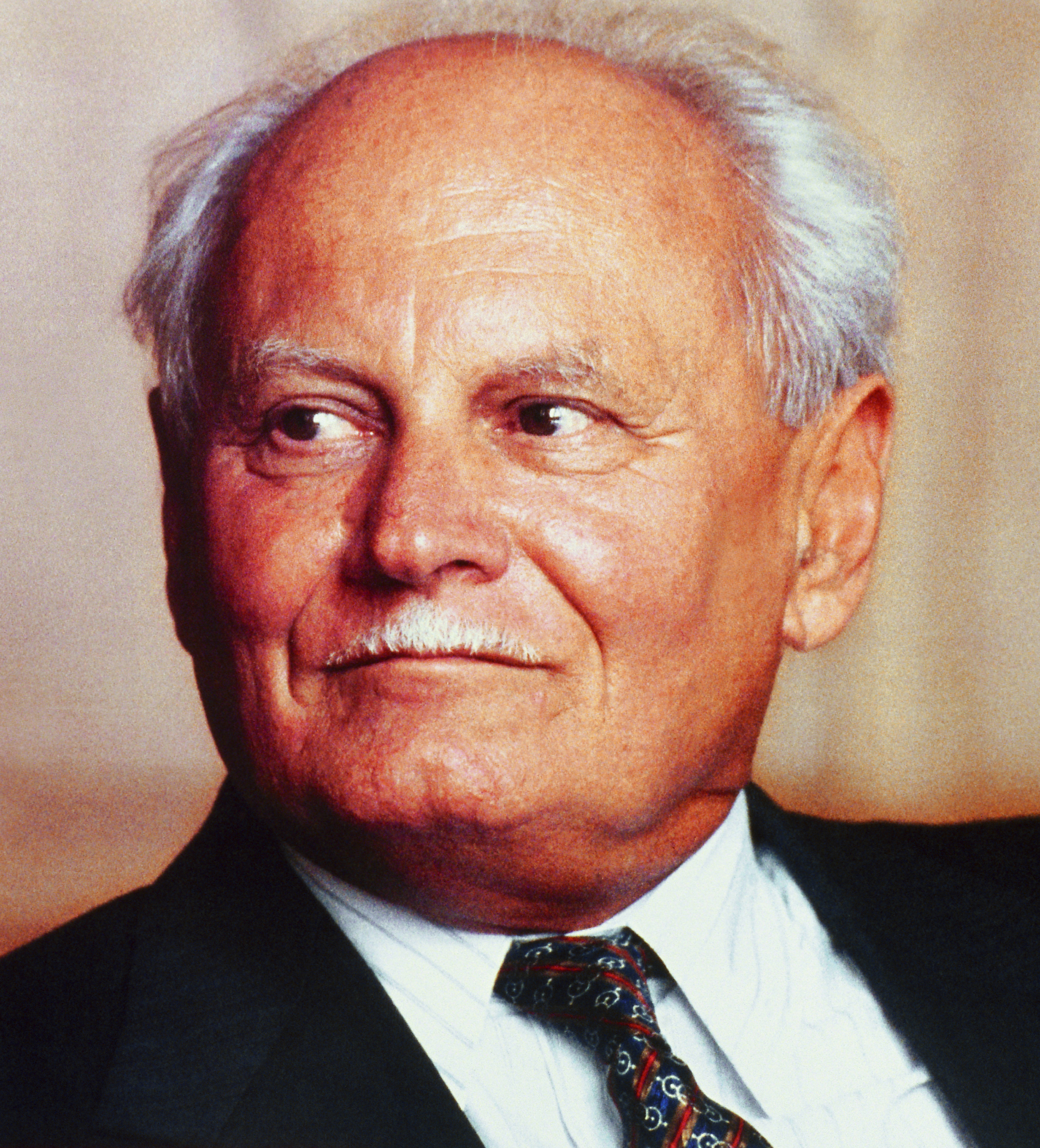
Árpád Göncz
6 oktober

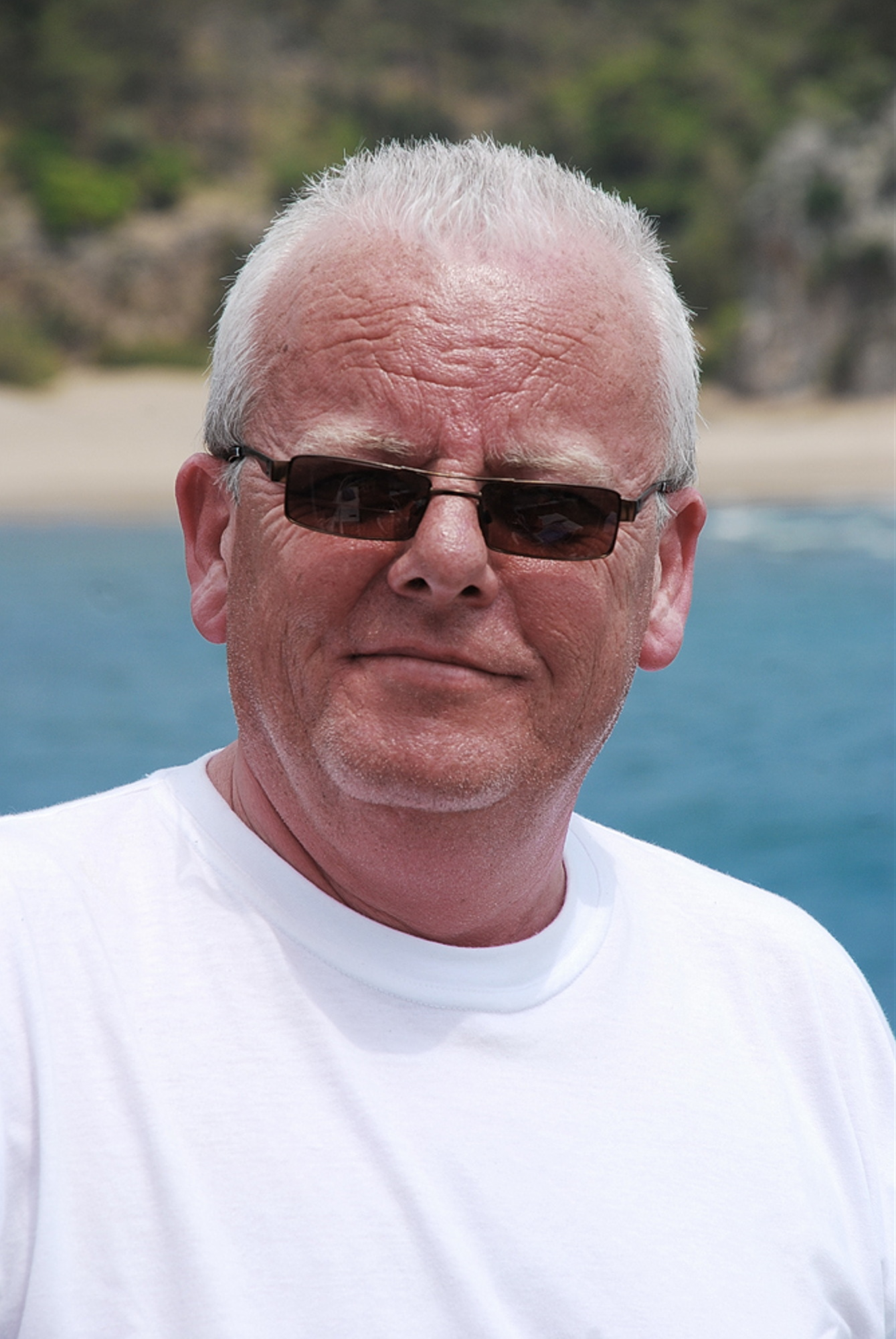
Jim Diamond
8 oktober

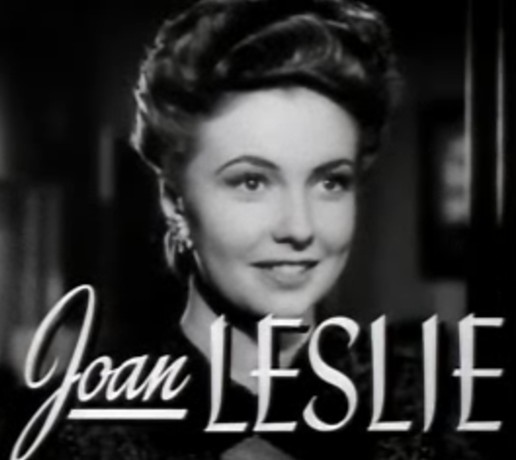
Joan Leslie
12 oktober

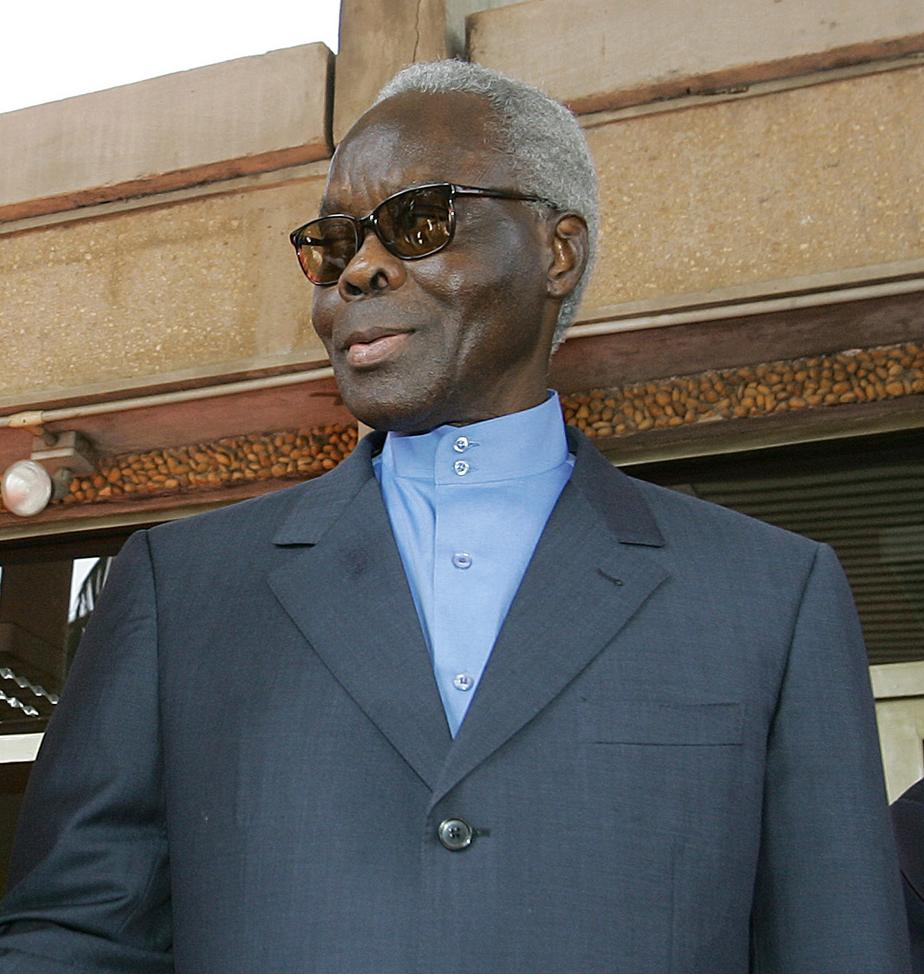
Mathieu Kérékou
14 oktober

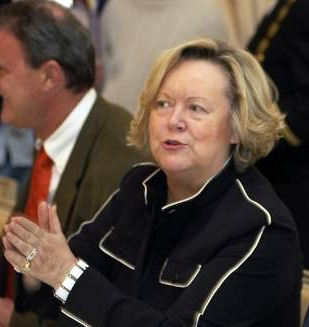
Anne-Marie Lizin
17 oktober

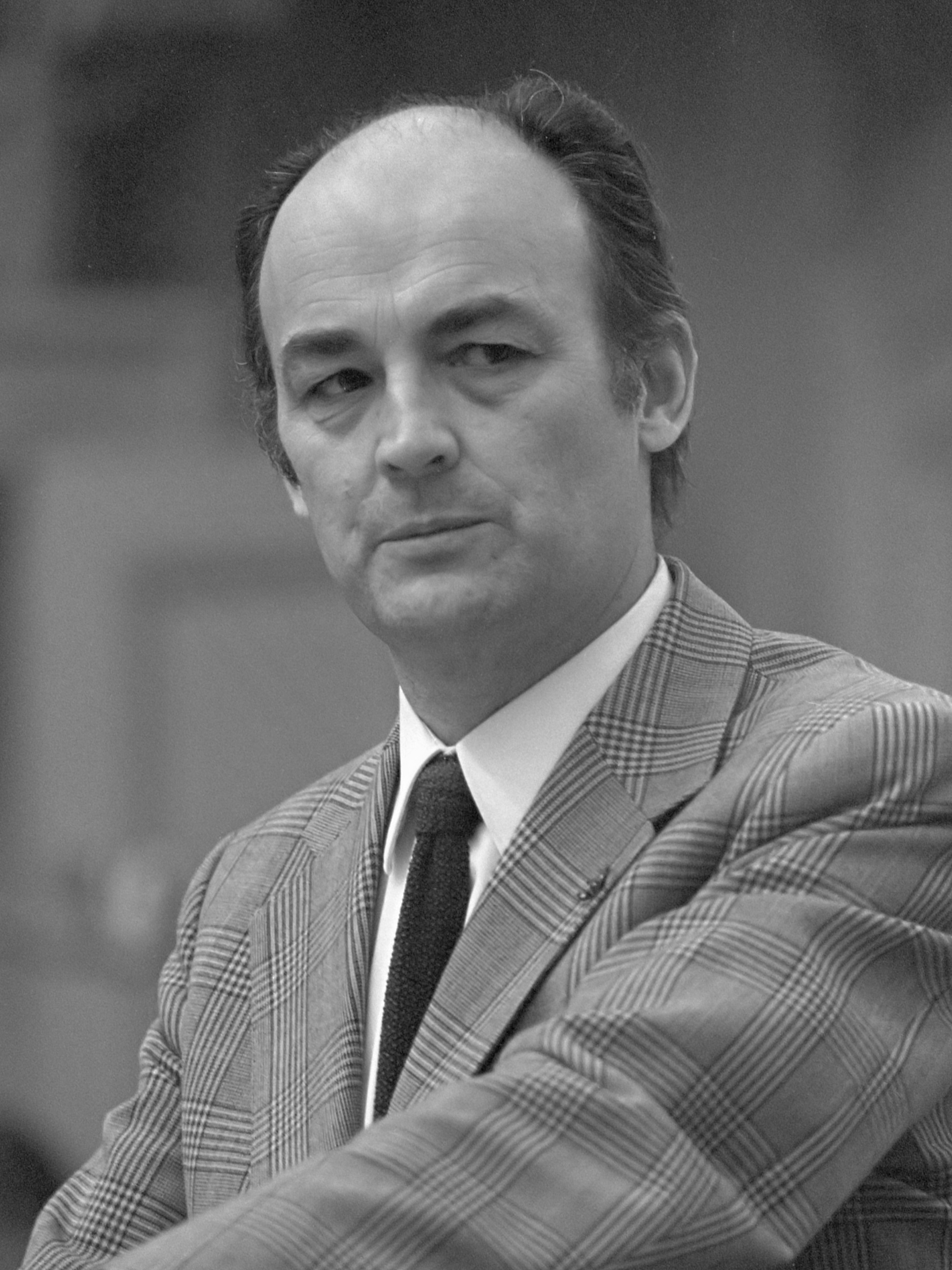
Willem Aantjes
22 oktober

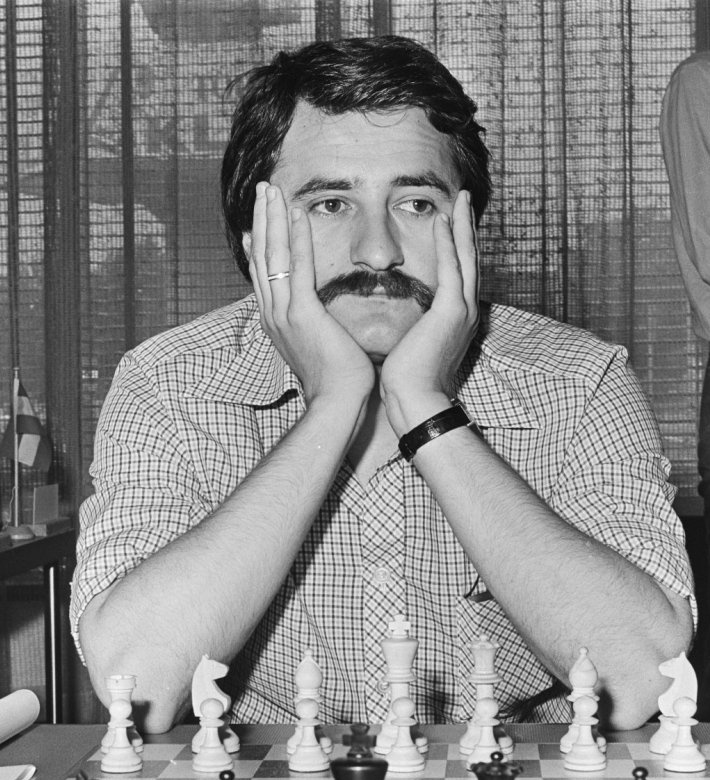
Krunoslav Hulak
23 oktober

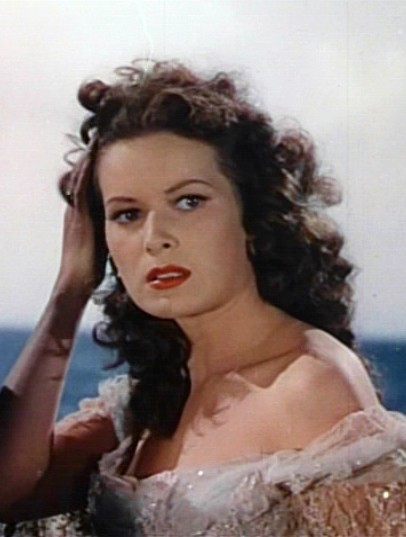
Maureen O'Hara
24 oktober

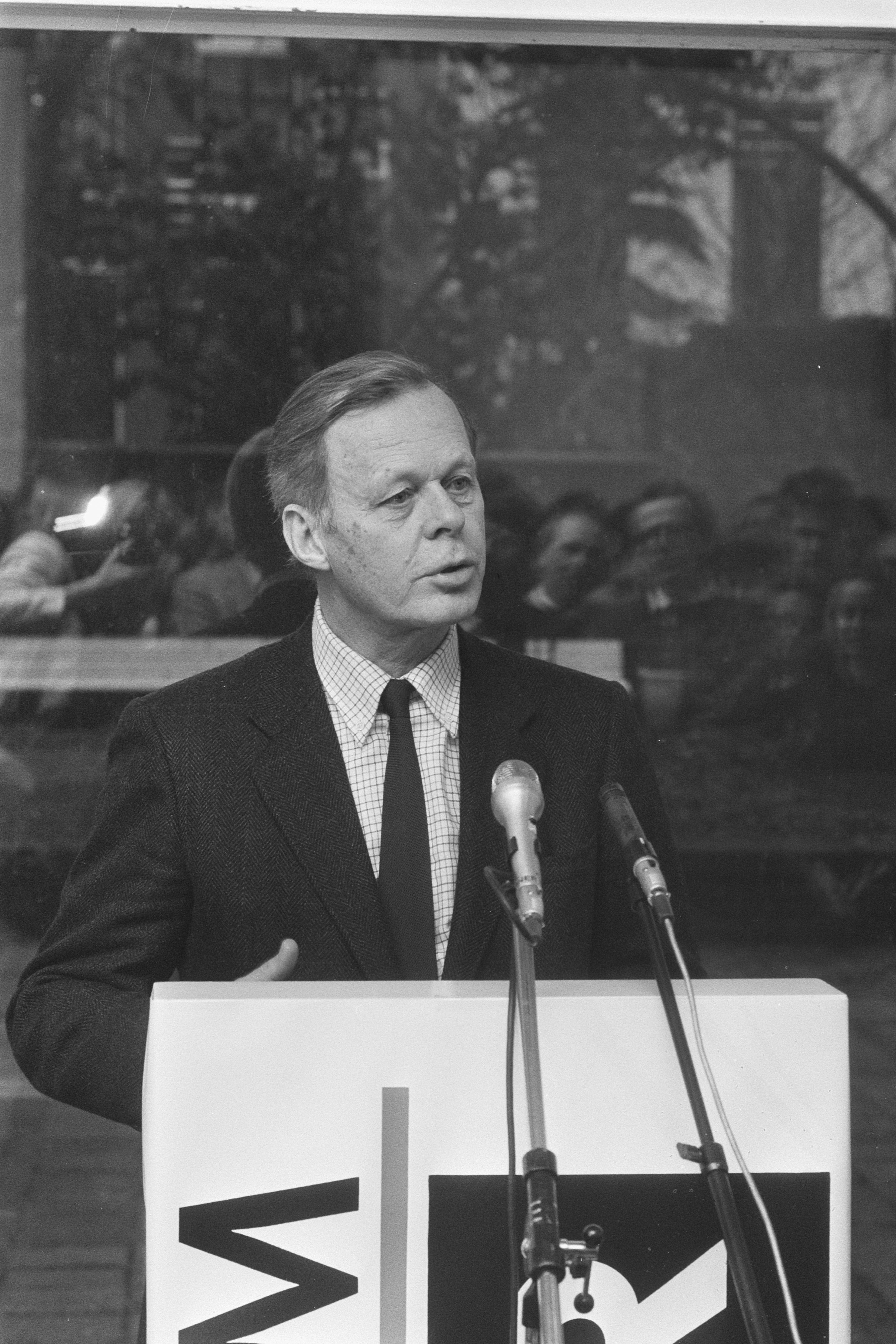
Frans van Gool
25 oktober

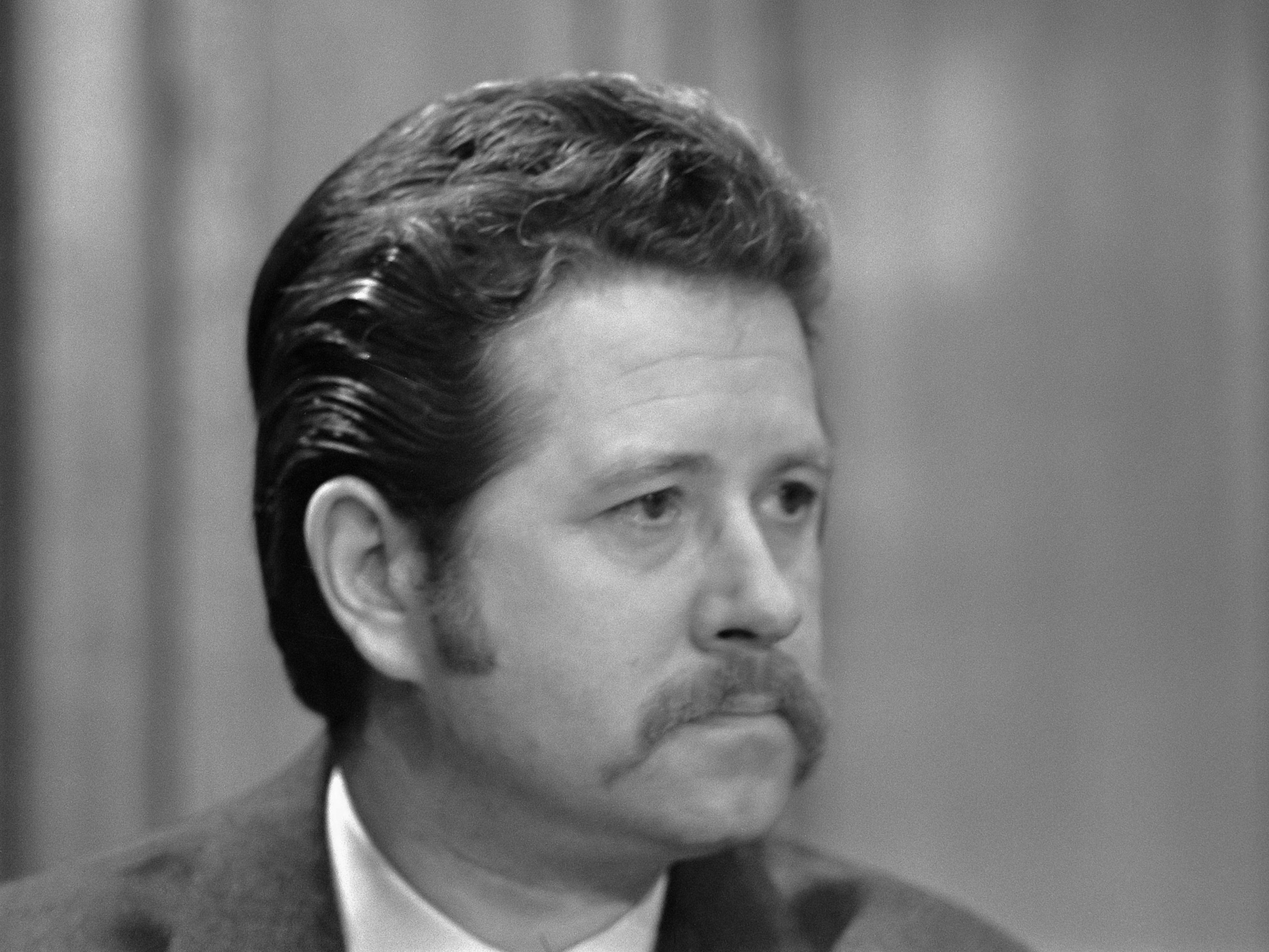
Fernand Auwera
27 oktober

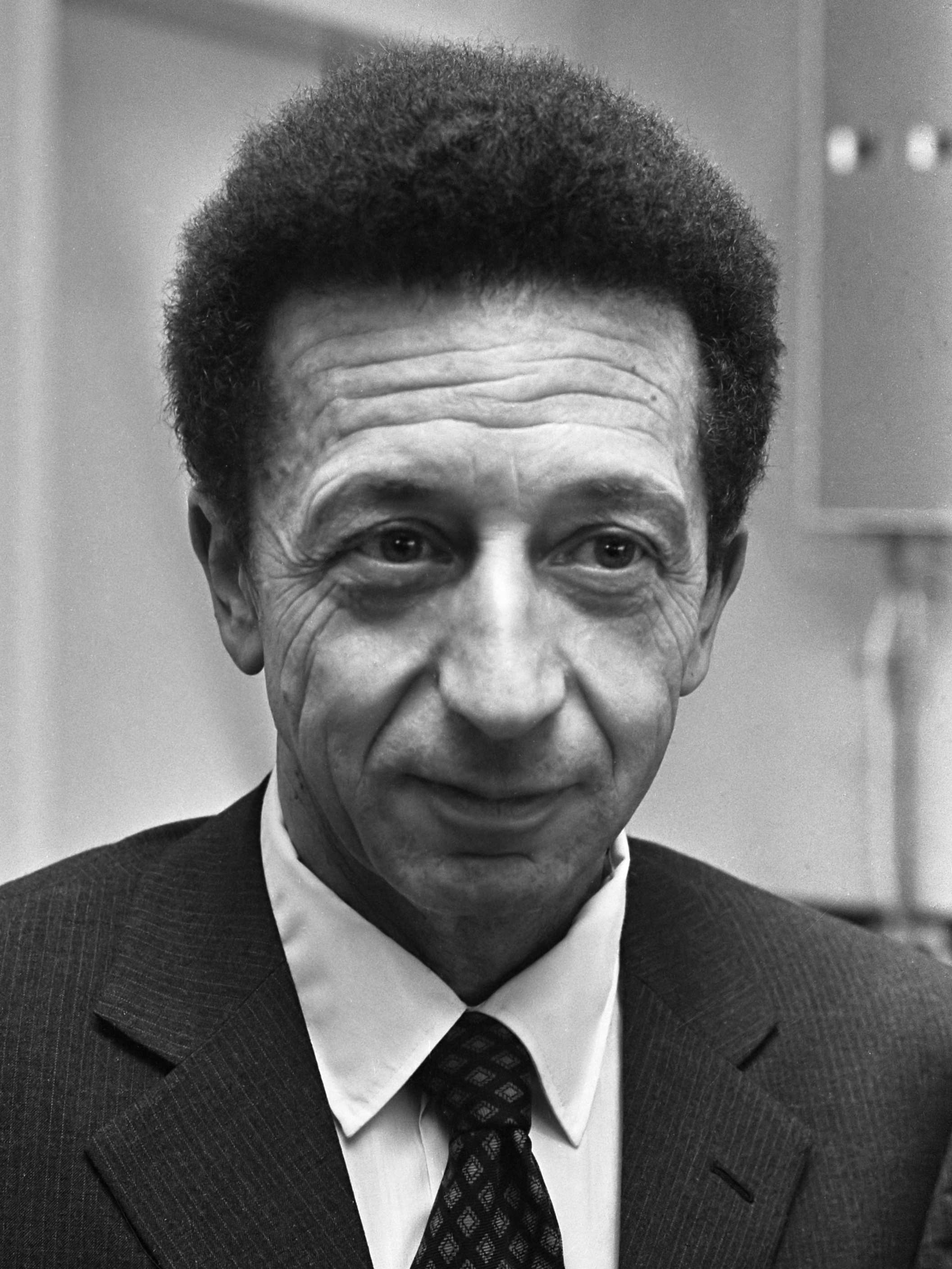
Sergio Orlandini
28 oktober

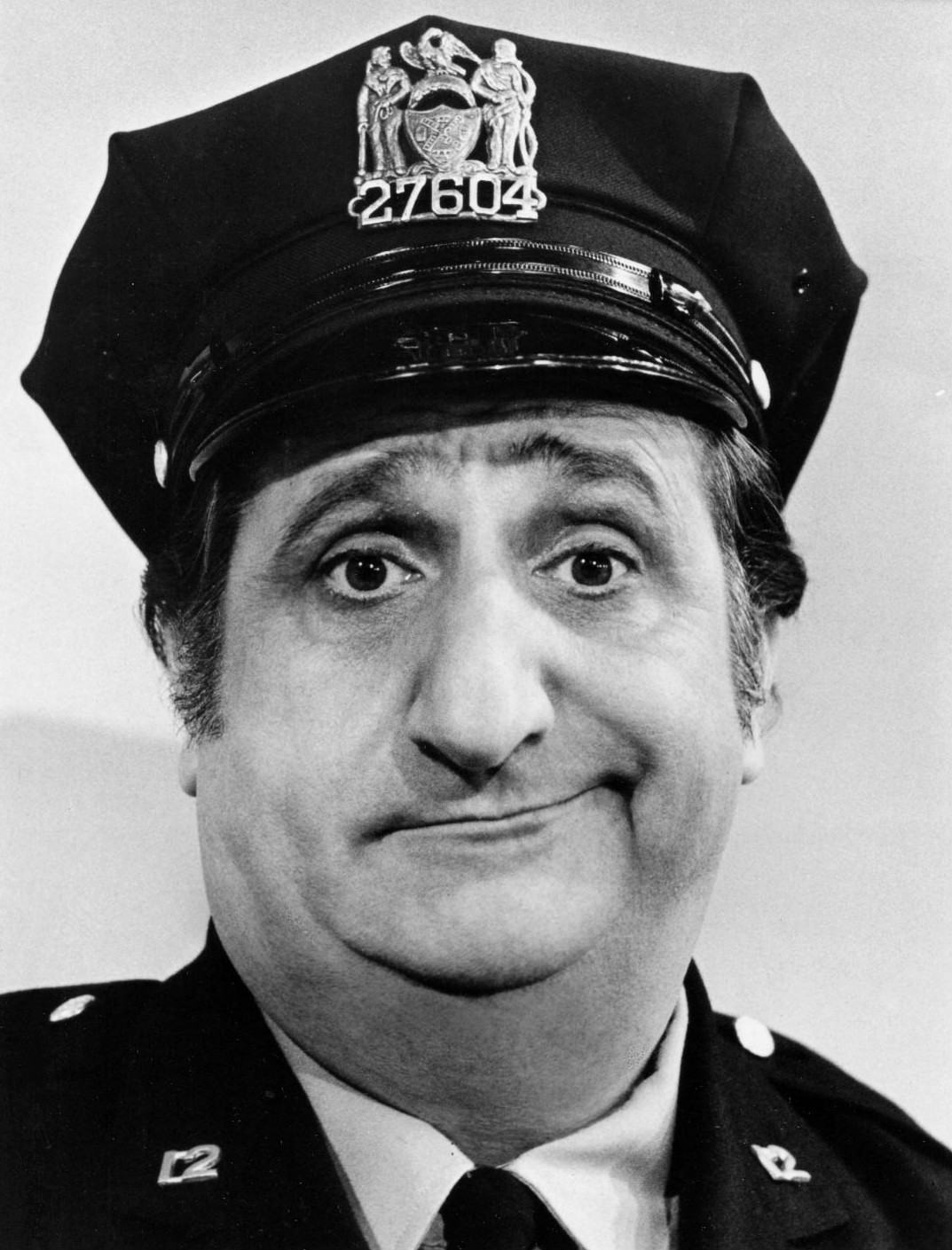
Al Molinaro
30 oktober

| 1 | 2 | 3 | 4 | 5 | 6 | 7 | 8 | 9 | 10 | 11 | 12 | 13 | 14 | 15 | 16 | 17 | 18 | 19 | 20 | 21 | 22 | 23 | 24 | 25 | 26 | 27 | 28 | 29 | 30 | 31 |
| - | - | - | - | - | - | - | - | - | -- | -- | -- | -- | -- | -- | -- | -- | -- | -- | -- | -- | -- | -- | -- | -- | -- | -- | -- | -- | -- | -- |

### 1 oktober
- Božo Bakota (64), Kroatisch voetballer[1]
- Don Edwards (100), Amerikaans politicus[2]
- Hadi Norouzi (30), Iraans voetballer[3]
- Frans Pointl (82), Nederlands schrijver[4]
- Usnija Redžepova (69), Macedonisch zangeres[5]
- Joe Wark (67), Schots voetballer[6]

### 2 oktober
- Eric Arturo Delvalle (78), president van Panama[7]
- Brian Friel (86), Iers schrijver[8]

### 3 oktober
- Denis Healey (98), Brits politicus en minister[9]
- Barbara Meek (81), Amerikaans actrice[10]

### 4 oktober
- Job de Ruiter (85), Nederlands rechtsgeleerde en politicus[11]
- Oganes Zanazanjan (68), Grieks-Armeens voetballer[12]

### 5 oktober
- Chantal Akerman (65), Belgisch regisseuse[13]
- Joker Arroyo (88), Filipijns advocaat en politicus[14]
- Grace Lee Boggs (100), Amerikaans schrijfster en burgerrechtactiviste[15]
- Carlos van Bourbon (77), Spaans infant[16]
- Henning Mankell (67), Zweeds schrijver[17]
- Toon Michiels (65), Nederlands fotograaf en vormgever[18]
- Jos Vandeloo (90), Belgisch schrijver[19]

### 6 oktober
- Kevin Corcoran (66), Amerikaans acteur[20]
- Jo Gevers (85), Belgisch toneelregisseur[21]
- Árpád Göncz (93), president van Hongarije[22]
- Felipe Rodriquez (46), Nederlands internetpionier[23]
- Billy Joe Royal (73), Amerikaans zanger[24]
- Sandra Spuzich (78), Amerikaans golfster[25]

### 7 oktober
- Dominique Dropsy (63), Frans voetballer[26]
- Harry Gallatin (88), Amerikaans basketballer[27]
- Dieuwke Kollewijn (97), Nederlands kunstenares[28]
- Chris Yperman (80), Belgisch schrijfster en dichteres[29]

### 8 oktober
- Jim Diamond (64), Brits popzanger en songwriter[30]

### 9 oktober
- Vic De Donder (75), Belgisch journalist en schrijver[31]
- Geoffrey Howe (88), Brits politicus[32]
- Dave Meyers (62), Amerikaans basketballer[33]
- Larry Rosen (75), Amerikaans muziekpionier[34]
- Lieve Vanlinthout (65), Belgisch burgemeester en politica[35]
- Antoine Verbij (64), Nederlands journalist[36]
- Eric Wright (86), Canadees schrijver[37]

### 10 oktober
- Hilla Becher (81), Duits fotografe[38]
- Richard Heck (84), Amerikaans scheikundige[39]
- Steve Mackay (66), Amerikaans saxofonist[40]

### 11 oktober
- Wilfried Van Durme (84), Belgisch politicus[41]

### 12 oktober
- Joan Leslie (90), Amerikaans actrice[42]

### 13 oktober
- Arsenio Chirinos (80), Venezolaans wielrenner[43]
- Bruce Hyde (74), Amerikaans acteur en professor[44]

### 14 oktober
- Nurlan Balgimbajev (67), Kazachs premier[45]
- Bobby Braithwaite (78), Noord-Iers voetballer[46]
- Mathieu Kérékou (82), president van Benin[47]
- Florența Mihai (60), Roemeens tennisspeelster en tenniscoach[48]

### 15 oktober
- Sergej Filippenkov (44), Russisch voetballer[49]
- Nate Huffman (40), Amerikaans basketballer[50]
- Kenneth D. Taylor (81), Canadees diplomaat[51]

### 16 oktober
- Michail Boertsev (59), Russisch schermer[52]

### 17 oktober
- Danièle Delorme (89), Frans actrice[53]
- Johnny Hamilton (66), Schots voetballer[54]
- Howard Kendall (69), Engels voetballer en voetbaltrainer[55]
- Anne-Marie Lizin (66), Belgisch politica[56]
- Christopher Wood (79),  Brits scenarist[57]

### 18 oktober
- André Bourgeois (87), Belgisch minister[58]
- Gamal el-Ghitani (70), Egyptisch schrijver[59]
- Frank Watkins (47), Amerikaans basgitarist[60]

### 19 oktober
- Ena Kadic (26), Oostenrijks model en miss[61]
- Ashwini Kumar (94), Indiaas sportbestuurder[62]
- Michael Stevens (48), Amerikaans filmproducent, -regisseur[63]
- Luisa Treves (95), Nederlands dramaturge en toneelschrijfster[64]
- D.C. Wilcutt (92), Amerikaans basketballer[65]

### 20 oktober
- Nel Karelse (89), Nederlands atlete[66]
- Ian Steel (86), Brits wielrenner[67]
- Cory Wells (74), Amerikaans zanger[68]

### 21 oktober
- Peter Baldwin (82), Brits acteur[69]
- Marty Ingels (79), Amerikaans komiek en acteur[70]
- Michael Meacher (75), Brits politicus[71]
- Michael Rosenberg (71), Zuid-Afrikaans-Brits natuurfilmmaker[72]

### 22 oktober
- Willem Aantjes (92), Nederlands politicus[73]
- Arnold Klein (70), Amerikaans dermatoloog[74]
- Mark Murphy (83), Amerikaans jazzzanger[75]

### 23 oktober
- Roger De Clerck (91), Belgisch ondernemer[76]
- Krunoslav Hulak (64), Kroatisch schaker[77]
- Bill Keith (75), Amerikaans banjospeler[78]

### 24 oktober
- Ján Chryzostom Korec (91), Slowaaks kardinaal[79]
- Maureen O'Hara (95), Iers-Amerikaans actrice[80]

### 25 oktober
- Frans van Gool (93), Nederlands architect[81]
- Vladimír Kobranov (88), Tsjechisch ijshockeyspeler[82]
- Cecil Lolo (27), Zuid-Afrikaans voetballer[83]
- Flip Saunders (60), Amerikaans basketbalcoach[84]

### 26 oktober
- Birgit Doll (57), Oostenrijks actrice en theaterregisseur[85]
- Leo Kadanoff (78), Amerikaans natuurkundige[86]
- Sam Sarpong (40), Engels-Amerikaans acteur[87]

### 27 oktober
- Fernand Auwera (85), Belgisch auteur[88]
- Yal Ayerdhal (56), Frans schrijver[89]
- Betsy Drake (92), Amerikaans actrice[90]
- Miyu Matsuki (38), Japans stemactrice[91]
- Ralph Richeson (63), Amerikaans acteur[92]
- Dominique Struye de Swielande (68), Belgisch diplomaat[93]

### 28 oktober
- Mike Brahim (87), Surinaams politicus[94]
- Diane Charlemagne (51), Brits zangeres[95]
- Sergio Orlandini (94), Nederlands bestuurder[96]

### 29 oktober
- Wim Criel (67), Belgisch uitgever, bedrijfsjurist en docent[97]
- Ernesto Herrera (73), Filipijns politicus, advocaat en vakbondsleider[98]

### 30 oktober
- Mel Daniels (71), Amerikaans basketballer[99]
- Lenze Koopmans (72), Nederlands hoogleraar en bedrijfscommissaris[100]
- Al Molinaro (96), Amerikaans acteur[101]
- Sinan Şamil Sam (41), Turks bokser[102]
- Norm Siebern (82), Amerikaans basketballer[103]

### 31 oktober
- Ants Antson (76), schaatser uit de Sovjet-Unie[104]
- Thomas Blatt (88), Pools Holocaustoverlevende en auteur[105]
- Margrete van Dam (85), Nederlands castingdirector[106]
- Charles Herbert (66), Amerikaans (kind)acteur[107]
- Gregg Palmer (88), Amerikaans acteur[108]